# Canons des Apôtres
Les Canons des Apôtres, canons apostoliques,, ou encore les canons ecclésiastiques des saints apôtres, sont un texte chrétien syrien du IVe siècle. Il s'agit d'un ordre ecclésiastique de l'Église primitive (en), une collection de canons ecclésiastiques concernant le gouvernement et la discipline de l'Église chrétienne primitive, prétendument écrite par les apôtres,. Ils constituent une annexe au huitième livre des Constitutions apostoliques,. Comme les autres ordres de l'Église antique, les Canons apostoliques utilisent une forme pseudépigraphique.
Ces quatre-vingt-cinq canons ont été approuvés par le Concile in Trullo en 692 mais rejetés par le pape Serge Ier. Dans l'Église d'Occident, seuls cinquante de ces canons ont circulé, traduits en latin par Dionysius Exiguus vers 500 après J.C., et inclus dans les collections occidentales et ensuite dans le Corpus Juris Canonici.

## Contenu
Ils traitent principalement de la fonction et des devoirs d'un évêque chrétien, des qualifications et de la conduite du clergé, de la vie religieuse du troupeau chrétien (abstinence, jeûne), de son administration extérieure (excommunication, synodes, relations avec les païens et les juifs), les sacrements (Baptême, Eucharistie, Mariage) ; en un mot, ils sont un résumé pratique de la législation statutaire de l'Église primitive.
Le dernier de ces décrets contient une liste très importante ou canon des Saintes Écritures.
La plupart des critiques modernes s'accordent à dire qu'ils n'ont pu être composés avant le concile d'Antioche de 341, dont ils citent une vingtaine de canons ; ni même avant la fin du IVe siècle, puisqu'elles sont certainement postérieures aux Constitutions apostoliques. Franz Xaver von Funk, certes une autorité de premier plan sur ce dernier et tous les premiers textes canoniques similaires, situe la composition des Canons apostoliques au Ve siècle, vers l'an 400. Il se rapproche ainsi de l'opinion de son savant prédécesseur, Johann Sebastian Drey, le premier parmi les écrivains modernes à étudier en profondeur ces anciens canons ; il en distingue deux éditions, une plus courte (cinquante) vers le milieu du Ve siècle, et une plus longue (quatre-vingt-cinq) au début du VIe siècle. Von Funk n'en admet qu'une seule édition. Ils étaient certainement courants dans l' Église d'Orient dans le premier quart du VIe siècle, car vers 520 Sévère d'Antioche cite les canons 21-23.

## Auteur
Dans le texte grec original, il est prétendu que le texte est la législation des Apôtres eux-mêmes, du moins telle qu'elle a été promulguée par leur grand disciple, Clément. Néanmoins, l' Encyclopédie catholique considère que leur prétention à une véritable origine apostolique est « assez fausse et intenable » malgré le fait qu'ils sont « un miroir vénérable de la vie chrétienne ancienne et irréprochable dans la doctrine ». Au moins la moitié des canons sont dérivés de constitutions antérieures, et probablement peu d'entre eux sont les productions réelles du compilateur, dont le but était de dissimuler la vraie nature des Constitutions et d'assurer leur incorporation avec les épîtres de Clément (Première épître de Clément et  Seconde épître de Clément) dans le Nouveau Testament de son époque. Le Codex Alexandrinus ajoute en effet les épîtres de Clément à son texte du Nouveau Testament. Les Canons datent peut-être d'un peu plus tard que les Constitutions, mais ils sont évidemment du même cercle théologique syrien.
La région d'origine de l'auteur semble être la Syrie. Il se sert du calendrier syro-macédonien (can. 26), emprunte très largement à un concile syrien (Antioche, 341), et selon Von Funk est identique au compilateur ou interpolateur des Constitutions apostoliques, qui était certainement un Syrien.

## Histoire

### Origine
Certains, comme Beveridge et Hefele, pensent qu'ils ont été rédigés à l'origine vers la fin du IIe siècle ou le début du IIIe siècle. Von Funk, certes une autorité de premier plan sur ce dernier et tous les premiers textes canoniques similaires, situe la composition des Canons apostoliques au cinquième siècle, vers l'an 400.

### Réception
Il existe une certaine controverse sur le nombre de ces canons. Dans les Constitutions Apostoliques ils sont quatre-vingt-cinq (parfois quatre-vingt-quatre, une variante dans les Manuscrits qui résulte du comptage occasionnel de deux canons pour un). Dans la seconde moitié du VIe siècle, Joannes Scholasticus, patriarche de Constantinople de 565 à 577, publia un recueil de décrets synodaux dans lequel il incluait ces quatre-vingt-cinq chanoines, et ce nombre fut finalement consacré à l'Église grecque par le Concile Quinisexte de 692, qui a également confiné la tradition grecque actuelle de leur origine apostolique.
D'autre part, l'Église latine, tout au long du Moyen Âge, ne reconnaissait que cinquante chanoines des Apôtres. Ce fut le nombre finalement adopté par Dionysius Exiguus, qui traduisit le premier ces canons en latin vers 500. Il n'est pas très clair pourquoi il a omis les canons 51-85 ; il semble les connaître et avoir utilisé les Constitutions apostoliques. Dionysius a fait trois versions des Canons apostoliques; c'est la deuxième de ces versions qui a obtenu la monnaie européenne générale par son incorporation comme texte d'ouverture de sa célèbre collection latine de canons (à la fois des décrets synodaux et des décrétales papales) connue sous le nom de Dionysiana Collectio, rendue publique dans la première décennie du VIe siècle. Des recueils ultérieurs de chanoines (Italie, Espagne, France, Allemagne, etc.) lui sont empruntés ; le texte passa dans le Pseudo-Isidore, et finalement Gratien inclua (vers 1140) quelques extraits de ces canons dans son Decretum, grâce auxquels une reconnaissance et une utilisation universelles leur furent acquises dans les facultés de droit. Bien plus tôt, Justinien (dans sa sixième novelle) les avait reconnus comme l'œuvre des apôtres et les avait confirmés comme loi ecclésiastique.
Néanmoins, dès leur première apparition en Occident, ils éveillèrent les soupçons. Le Canon 46 par exemple, qui rejetait tout baptême hérétique, était notoirement opposé à la pratique romaine et occidentale. Dans le Decretum traditionnellement attribué au pape Gélase (492-96), ils sont dénoncés comme un livre apocryphe, c'est-à-dire non reconnu par l'Église catholique, bien que cette note de censure ne figurait probablement pas dans le Decretum original, mais avec d'autres a été ajoutée sous le pape Hormisdas (514-23). Par conséquent, dans une seconde édition (perdue, sauf la préface) de sa Collectio canonum, préparée sous ce dernier pape, Dionysius Exiguus les a omis ; même dans la première édition, il admettait que beaucoup en Occident répugnaient à les reconnaître (quamplurimi quidem assensum non prœbuere facilem). Hincmar de Reims (mort en 882) déclara qu'ils n'avaient pas été écrits par les apôtres, et jusqu'au milieu du XIe siècle, les théologiens occidentaux (cardinal Humbert, 1054) distinguaient les quatre-vingt-cinq canons grecs qu'ils déclaraient apocryphes, et les cinquante canons latins reconnus comme règles d'orthodoxie de par leur ancienneté.

## Influence
L'influence des Canons apostoliques fut considérablement accrue par les diverses versions de ceux-ci bientôt en vigueur dans l'Église chrétienne, en Orient et en Occident. Ils ont également été traduits (plus ou moins complètement) en syriaque, arabe, copte et arménien ; en général, ils semblent avoir fourni aux Ve et VIe siècles une grande partie de la législation ecclésiastique dans l'Église d'Orient. Les cinquante canons latins ont été imprimés pour la première fois dans l' édition des Conciles de Jacques Merlin (Paris, 1524) ; les quatre-vingt-cinq canons grecs de G. Holoander, dans son édition des Novelles de Justinien (Nuremberg, 1531), d'où ils ont fait leur chemin dans les éditions antérieures du Corpus Juris Civilis, le Corpus Juris Canonici, et les grandes collections d'actes et arrêtés des conseils.